# Pericos de Puebla (LIM)
Para el equipo de la Liga Mexicana de Béisbol, véase Pericos de Puebla.
Los Pericos de Puebla es un equipo de béisbol mexicano que participa en la Liga Invernal Mexicana con sede en la ciudad de Puebla, Puebla, México.
Y es el actual Campeón de la Liga Invernal Mexicana (LIM 2022).

## Historia
Los Pericos debutaron en la LIM en la Temporada 2016-2017, y son sucursal del equipo Pericos de Puebla que participa en la Liga Mexicana de Béisbol.
Los Pericos llegaron a la Serie del Príncipe de la LIM 2021, en la que enfrentaron a los Acereros de Monclova, quedando subcampeones al ser derrotados en la Serie 3-2. 
En la LIM 2022 los Pericos volvieron a llegar a la final por segundo año consecutivo y de nueva cuenta se repetía la Serie del Príncipe del año anterior, Pericos vs Acereros por segundo año consecutivo. En esta ocasión Pericos de Puebla lograba su primer campeonato de LIM barriendo en la serie a los Acereros de Monclova por marcador de 3-0. 
Pericos de Puebla es el actual Campeón de Liga Invernal Mexicana.

## Jugadores

### Roster actual
Actualizado al 7 de noviembre de 2016.
"Temporada 2016-2017"
| Lanzadores: - 11 Guadalupe Barrera - 33 Benny Suárez - 40 Uriel Rábago - 46 Sergio Elvira - 50 Rogelio Bernal - 54 Esaú Madrigal - 56 Mario Morales - 58 Alexis Barragán - 59 David Villegas - 60 Jonathan Mata - 72 Daniel Bloch - 79 Misael Gómez - 91 Jesús Ruiz - 96 Omar Lozano Receptores: - 3 Oscar Soto - 6 Sammy Ayala - 34 Alan Castañeda |  | Jugadores de Cuadro: - 2 Jonathan Salazar - 7 Oscar Sanay - 8 Ricky Rodríguez - 14 Valentín Gámez - 20 Heriberto Longoria - 44 Iván Jiménez Jardineros: - 9 Johnathan P. Ramírez - 23 Daniel Cornejo - 47 Sergio Pérez - 48 Luis Enrique Pérez - 49 Frankie Salas Mánager: 5 Jorge Luis Loredo |

 =  Cuenta con nacionalidad mexicana. 

### Jugadores destacados
Por definir.